# Annette Beutler
Annette Beutler (Buchholterberg, Cantó de Berna, 29 de juny de 1976) va ser una ciclista suïssa que combinà la carretera amb la pista. Va guanyar set medalles als Campionats del Món en pista.

## Palmarès en pista
- 2003
  -  Campiona de Suïssa d'Òmnium

## Palmarès en ruta
- 2004
  - 1a al Tour de l'Alta Viena i vencedora d'una etapa
  - Vencedora d'una etapa al Giro d'Itàlia
  - Vencedora d'una etapa a la Gracia Orlová
  - Vencedora d'una etapa al Nature Valley Grand Prix
- 2005
  - Vencedora d'una etapa al Tour del Gran Mont-real
  - Vencedora d'una etapa al Redlands Bicycle Classic
- 2006
  -  Campiona de Suïssa en ruta